# ダートムーア動物園
ダートムーア動物園（英: Dartmoor Zoological Park）は、英国イングランド南西部のデヴォン州ダートムーア南西部にある動物園である。

## 歴史
- 1948年にエリス・ドー（Ellis Daw）とその家族が農地を購入。
- 1968年にダートムーア野生動物公園として営業を開始。
- 2001年開業以来33年、無事故であるにもかかわらず、保持している動物の福祉について問題となり動物保護協会による2001年の報告の後に議論の対象となった。ある団体が動物園免許剥奪を呼び掛け、動物福祉や安全のためだと生活環境（劣悪な環境であり、施設の老朽化が進んでいてジャガーやオオカミの居住エリアが狭く脱走する危険性など）を批判した。協議会は動物の先行き懸念から、動物園の免許を取り消すことに消極的だった。調査した結果、エリスは16の罪に問われ、繁殖計画外であるシベリアトラの繁殖が有罪となり、200ポントの罰金と条件付きで釈放された。シベリアトラはオランダの野生動物センターに送られた。
- 2006年4月23日まで動物園の閉鎖を余儀なくされた。ジャガーがエリアから脱走しトラの飼育エリアに入ったが、麻酔を射った後、捕獲された。
- 2006年10月に売買契約が成立。ベンジャミン・ミー（Benjamin Mee）とその家族が200頭の動物の命を守るために父の遺産と全財産を投資して動物園を買収。
- 2007年6月4日、全ての補修工事が終了。営業許可を得る。
- 2007年7月7日にダートムーア動物園として開園。
- 2013年慈善団体になる。

## 動物
哺乳類:ベルベットモンキー4頭、イベリアオオカミ3頭、ギンギツネ、アカギツネ、ヨーロッパヒグマ2頭、ブラジルバク、グラントシマウマ、リーチュエ、ウォーターバック、ダートムーアポニー、パルマワラビー、アカクビワラビー、カピバラ、コツメカワウソ、アライグマ、ミーアキャット、アグーチ、ハナグマ、フクロモモンガ、アフリカピグミーヤマネ、ヨーロッパトナカイ、ヨーロッパクシマンセ
鳥類：マナヅル、ルリコンゴウインコ、ホオジロエボシドリ、ラブバード、カンムリカラカラ、キンケイ、ベニジュケイ、アヒル、鶏、鷹
爬虫類と両生類：ボアコンストリクター、コーンスネーク、キングヘビ属、コーンスネーク、ミルクヘビ、ヒョウモントカゲモドキ、アゴヒゲトカゲ属、カメ、フロリダスッポン、アフリカウシガエル、マダラヤドクガエル
無脊椎動物：アフリカマイマイ、マダガスカルゴキブリ、ローズタランチュラ、ダイオウサソリ

## 交通アクセス
- 最寄り駅は、プリマス駅 でパディントン駅 から列車で約3時間
- ロンドン市内から約340キロメートル、約3時間

## 今後の計画
今後、5年間による計画は以下の通り。
- ゾウやオランウータンの展示。
- 新しい爬虫類の展示場、夜行性動物展示場の建設。
- 来園者のために経路を改装。

## テレビ放送

### 日本での放送
- フジテレビ系列 奇跡体験!アンビリバボー 
動物園を買った家族の奇跡 （2012年6月7日放送）[3]
- 日本テレビ系列 世界一受けたい授業 
『200頭の動物を救いたい！荒れ果てた動物園を立て直した素人園長のキセキ！』（2013年8月31日放送）[4]

### ベンの動物園
2006年に物語はベンの動物園と題してBBCでドキュメンタリーを放送した。11月から12月にかけて放送され、第2期まで続いた。
2010年と2011年にナショジオ ワイルドで、数回繰り返し放送された。

## 映画
- 幸せへのキセキ

## 書籍
2011年に動物園の歴史を記録した自叙伝を出版した。